# Равнополье (платформа)
Равнопо́лье (бел. Раўнапо́лле) — остановочный пункт электропоездов (в том числе электропоездов Минских городских линий) в Пуховичском районе (Минская область, Беларусь).
Расположен в 36 километрах от Минска (станции Минск-Пассажирский) между остановочным пунктом Рыбцы и станцией Руденск (юго-восточное направление железнодорожной линии). 
Примерное время в пути со всеми остановками от ст. Минск-Пассажирский — 48 мин.; от ст. Пуховичи — 27 мин.
Ближайший населённый пункт — деревня Равнополье (граничит с платформой). На небольшом расстоянии к юго-западу от остановочного пункта расположен крупный массив садоводческих товариществ.